# 민지은
민지은은 1977년에 태어난 한국의 드라마 작가다. 2019년부터 메가몬스터에 소속되어있다.

## 학력
- 이화여자대학교 국어국문학 졸업

## 경력
- 2001년 - 2009년: 명필름 마케터
- 2009년 - 2011년: 마켓 인피니티 대표
- 2013년: 영화 스파이 각색
- 2014년: MBC 드라마 페스티벌 오래된 안녕으로 드라마 첫 집필
- 2015년: 영화 히말라야 공동 작가
- 2015년: SBS 단막극 설련화 집필
- 2016년 - 2019년: HB엔터테인먼트 소속 작가
- 2019년 - 현재: 메가몬스터 소속 작가

## 주요 작품

### 드라마
| 연도 | 제목                           | 방송사 | 유형     | 연출           | 비고 |
| 2014 | 드라마 페스티벌 오래된 안녕    | MBC    | 단막     | 김희원         |      |
| 2015 | 설련화                         | SBS    | 특집     | 송현욱         |      |
| 2016 | 신데렐라와 네 명의 기사        | tvN    | 불금불토 | 이민우         |      |
| 2018 | 검법남녀                       | MBC    | 월화     | 노도철, 현라희 |      |
| 2019 | 검법남녀 2                     | MBC    | 월화     | 노도철, 한진선 |      |
| 2022 | 소방서 옆 경찰서               | SBS    | 금토     | 신경수         |      |
| 2023 | 소방서 옆 경찰서 그리고 국과수 | SBS    | 금토     | 신경수         |      |
| ---- | ------------------------------ | ------ | -------- | -------------- | ---- |

### 영화
- 히말라야 (2015)